# عبد الرحمن شرفكندي
عبد الرحمن شرفكندي (بالكردية:عەبدولڕەحمان شەرەفکەندی),(باسم أدبي هزار) (1920 - 21 فبراير 1991) وهو كاتب وشاعر، لغوي، ومترجم كردي وشقيق السياسي الكردي ورئيس الحزب الديمقراطي الكردستاني الإيراني الدكتور صادق شرفكندي (1938 - 1992). ولد عبد الرحمن في مدينة مهاباد الواقعة في شمال غرب إيران سنة 1920. وبدا شرفكندي بكتابة القصائد الكردية في سنة 1940 م. وبعد سقوط جمهورية مهاباد إضطر شرفكندي إلى مغادرة إيران وانتقل في عدة دول مصر، سوريا، لبنان والعراق. إلتحق شرفكندي بالحركة الكردية بقيادة الملا مصطفى بارزاني في أيلول - سبتمبر من سنة 1961 في العراق وبعد انهيار الحركة الكردية في سنة 1975 عاد شرفكندي إلى إيران واستقر في مدينة كرج إلى أن وافته المنية فيها يوم 21 شباط - فبراير من سنة 1991 ودفن في مسقط رأسه، مدينة مهاباد.

## أعماله
- آله كوك
- چێشتی مجێور
- هنبانه بورينه
- ترجمة الشرف نامة من الفارسية إلى الكردية في سنة 1972 م
- تاريخ إمارة أردلان
- شرح ديوان ملا جزيري
- ترجمة قانون ابن سینا من العربیة الی الفارسية
- ترجمة رباعیات حکیم عمر الخیام من الفارسية الی الكردية